# Masa reducida

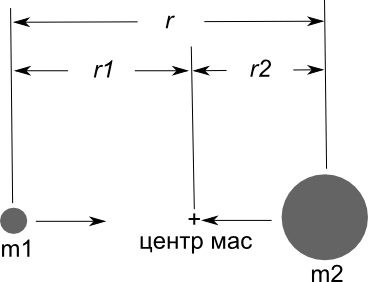
Resumiendo la tarea de dos cuerpos al problema de un cuerpo

La masa reducida es un concepto que permite resolver el problema de los dos cuerpos de la mecánica como si fuese un problema de un cuerpo. Dados dos cuerpos, uno con masa {\displaystyle m_{1}} y el otro con masa {\displaystyle m_{2}}, orbitarán el baricentro. El equivalente al problema de un cuerpo, teniendo la posición de un cuerpo respecto al otro como incógnita es la de un cuerpo único con masa inercial
{\displaystyle m_{red}\equiv \mu \equiv {1 \over {{1 \over m_{1}}+{1 \over m_{2}}}}={{m_{1}m_{2}} \over {m_{1}+m_{2}}}}
con la fuerza el uno.
Aplicando la fórmula de la gravedad se obtiene la posición de los cuerpos como si sólo existiese un único cuerpo en el baricentro de masa {\displaystyle {{m_{1}m_{2}} \over {m_{red}}}=m_{1}+m_{2}} y la masa de los dos cuerpos no afectase.
- Datos: Q550046